# Heros notatus
Heros notatus là một loài cá trong họ Cichlidae trong bộ Perciformes.
Đây là loài bản địa Rio Negro và sông Essequibo ở Nam Mỹ. Thân dài 15 cm.. Thân dài 15 cm.